# Niklas Hjalmarsson
Niklas Hjalmarsson (* 6. června 1987, Eksjö, Švédsko) je bývalý švédský hokejový obránce hrající v týmu Arizona Coyotes v severoamerické lize (NHL). Ještě v dresu Chicaga Blackhawks se podílel na zisku tří Stanley Cupů v letech 2010, 2013 a 2015. V roce 2021 ukončil svou kariéru.

## Hráčská kariéra
Kmenový hráč švédského týmu HV 71 se poprvé v Elitserien představil ještě před svým 17. rokem. V roce 2005 si ho na draftu vyhlédlo Chicago Blackhawks ve 4. kole draftu NHL, ale vinou zranění v následující sezoně většinu následující sezony nehrál. Až v sezoně 2006-07 se prosadil více do sestavy HV71 v Elitserien a následující rok se rozhodl odejít do zámoří.
Ve svém prvním přípravném kempu Blackhawks však kvůli zranění zápěstí nemohl bojovat o místo v NHL a po uzdravení musel zašít na farmě v Rockfordu. S postupem sezony rostla jeho forma, což na konci února vyústilo v povolání do Chicaga. Svůj první zápas v NHL odehrál 28. února 2008 v Dallasu a pak jich přidal dalších 10. První bod a jediný v této sezoně získal 23. března 2008 proti St. Louis. Ani v sezoně 2008-09 se ještě naplno do sestavy Chicaga neprosadil a většinu sezony strávil v Rockfordu. Na posledních posledních 19 utkání základní části NHL byl však povolán do NHL a od té doby je stabilním členem obrany Blackhawks. V zápase 11. dubna 2009 v Detroitu se dočkal první branky v NHL, když prostřelil Conklina. V playoff pak odehrál všech 17 utkání a podával dobré výkony. Byl 2. v týmu v počtu zblokovaných střel (31).
Sezona 2009-10 byla jeho první úplnou sezonu v NHL a vedl si dobře, když v 77 utkáních nasbíral 17 bodů (2+15) a +9 +/- bodů. Pravidelně nastupoval ve 2. obranné dvojici. Ve výborných výkonech pokračoval i v playoff, když si připsal 8 bodů (1+7) a také +9 +/- bodů. V +/- statistice byl 3. nejlepší v týmu a 5. v NHL. Měl tak značný podíl na zisku Stanley Cupu. Po sezoně se stal chráněným volným hráčem a 9. července 2010 přijal nabídku od San Jose na smlouvu na 4 roky s ročním platem 3,5 milionu dolarů. Blackhawks se tuto nabídku rozhodli dorovnat a tak zůstal hráčem Blackhawks.
V sezoně 2010-11 odehrál 80 utkání, nastřílel 3 góly (obojí osobní maxima), ale nasbíral jen 10 bodů. Svou práci si odváděl především v defenzivě, když zblokoval celkem 166 střel, což bylo nejvíce v týmu a 13. nejlepší výkon v NHL. O rok později odehrál 69 zápasů, nasbíral 15 bodů (1+14) a jen 14 TM. Byl 2. nejlepší v týmu v blokování střel, když jich dokázal zblokovat 142. Ani v jednom z těchto ročníků se Blackhawks nepodařilo přejít přes 1. kolo playoff.
Během výluky se vrátil do Evropy a 8. listopadu se dohodl na spolupráci s celkem italské ligy Bolzano Foxes, za který celkem odehrál 18 zápasů a nasbíral 22 bodů (6+16) a 8 TM. Ve zkrácené sezoně nasbíral 10 bodů v 46 zápasech a v playoff přidal dalších 5 asistencí v 23 na cestě za svým druhým Stanley Cupem. Stal se teprve 10. Švédem, který vyhrál Stanley Cup více než jednou.
Sezona 2013-2014 byla zatím jeho nejlepší, vytvořil si osobní maxima v počtu zápasů (81), gólů (4), asistencí (22) i bodů (26). Vedl Chicago v počtu zblokovaných střel, kterých zblokoval 157, což byl 19. nejlepší výkon v lize. V playoff přidal 4 asistence v 19 zápasech při cestě Blackhawks do finále konference. Opět byl nejlepší v klubu v počtu zblokovaných střel (57) a mezi všemi hráči playoff NHL byl 2.

## Reprezentační kariéra
Na MS osmnáctiletých 2005 v Plzni odehrál za švédskou reprezentaci 7 zápasů, v nichž vsítil 1 branku, u 4 asistoval a vyfasoval tři dvouminutové tresty. Ze šampionátu si odvezl bronzovou medaili. Na domácím MSJ patřil k nejlepším obráncům, ale Švédsko na medaile nedosáhlo a skončilo 4. Hjalmarsson v 7 zápasech nasbíral 3 (2+1) body a byl vyhlášen jedním ze 3 nejlepších hráčů Švédska. V únoru pak v přípravném utkání debutoval v reprezentaci dospělých a v prodloužení rozhodl gólem zápas s Českem. První účast na MS si připsal v roce 2012 na domácí půdě ve Švédsku. V 8 zápasech nasbíral 3 body (0+3), ale Švédi prohráli ve čtvrtfinále s Českem. V roce 2014 reprezentoval na ZOH v Soči, kde v 6 zápasech sice nebodoval, ale přivezl si stříbrnou medaili, když Švédsko ve finále podlehlo Kanadě.

## Statistiky

### Klubové statistiky
| Sezona     | Klub                | Soutěž     | Základní část | Základní část | Základní část | Základní část | Základní část | Play off | Play off | Play off | Play off | Play off |
| Sezona     | Klub                | Soutěž     | Z             | G             | A             | B             | TM            | Z        | G        | A        | B        | TM       |
| ---------- | ------------------- | ---------- | ------------- | ------------- | ------------- | ------------- | ------------- | -------- | -------- | -------- | -------- | -------- |
| 2004/05    | HV71                | SEL        | 14            | 0             | 0             | 0             | 0             | —        | —        | —        | —        | —        |
| 2005/06    | HV71                | SEL        | 4             | 1             | 2             | 3             | 0             | 12       | 0        | 1        | 1        | 4        |
| 2006/07    | IK Oskarshamn       | Švé-2      | 8             | 1             | 2             | 3             | 6             | —        | —        | —        | —        | —        |
| 2006/07    | HV71                | SEL        | 37            | 2             | 0             | 2             | 24            | —        | —        | —        | —        | —        |
| 2007/08    | Rockford IceHogs    | AHL        | 47            | 4             | 9             | 13            | 31            | 12       | 0        | 4        | 4        | 8        |
| 2007/08    | Chicago Blackhawks  | NHL        | 13            | 0             | 1             | 1             | 13            | —        | —        | —        | —        | —        |
| 2008/09    | Rockford IceHogs    | AHL        | 52            | 2             | 16            | 18            | 53            | —        | —        | —        | —        | —        |
| 2008/09    | Chicago Blackhawks  | NHL        | 21            | 1             | 2             | 3             | 0             | 17       | 0        | 1        | 1        | 6        |
| 2009/10    | Chicago Blackhawks  | NHL        | 77            | 2             | 15            | 17            | 20            | 22       | 1        | 7        | 8        | 6        |
| 2010/11    | Chicago Blackhawks  | NHL        | 80            | 3             | 7             | 10            | 39            | 7        | 0        | 2        | 2        | 2        |
| 2011/12    | Chicago Blackhawks  | NHL        | 69            | 1             | 14            | 15            | 14            | 6        | 0        | 1        | 1        | 4        |
| 2012/13    | HC Bolzano          | Serie A    | 16            | 6             | 16            | 22            | 8             | —        | —        | —        | —        | —        |
| 2012/13    | Chicago Blackhawks  | NHL        | 46            | 2             | 8             | 10            | 22            | 23       | 0        | 5        | 5        | 4        |
| 2013/14    | Chicago Blackhawks  | NHL        | 81            | 4             | 22            | 26            | 34            | 19       | 0        | 4        | 4        | 14       |
| 2014/15    | Chicago Blackhawks  | NHL        | 82            | 3             | 16            | 19            | 44            | 23       | 1        | 5        | 6        | 8        |
| 2015/16    | Chicago Blackhawks  | NHL        | 81            | 2             | 22            | 24            | 32            | 7        | 0        | 1        | 1        | 0        |
| 2016/17    | Chicago Blackhawks  | NHL        | 73            | 5             | 13            | 18            | 20            | 4        | 0        | 0        | 0        | 2        |
| 2017/18    | Arizona Coyotes     | NHL        | 48            | 1             | 8             | 9             | 18            | —        | —        | —        | —        | —        |
| 2018/19    | Arizona Coyotes (A) | NHL        | 82            | 0             | 10            | 10            | 44            | —        | —        | —        | —        | —        |
| 2019/20    | Arizona Coyotes     | NHL        | 27            | 1             | 4             | 5             | 14            | 9        | 0        | 1        | 1        | 6        |
| 2020/21    | Arizona Coyotes     | NHL        | 41            | 0             | 5             | 5             | 18            | —        | —        | —        | —        | —        |
| AHL celkem | AHL celkem          | AHL celkem | 99            | 6             | 25            | 31            | 84            | 12       | 0        | 4        | 4        | 8        |
| NHL celkem | NHL celkem          | NHL celkem | 821           | 25            | 147           | 172           | 332           | 137      | 2        | 27       | 29       | 52       |

### Reprezentační statistiky
| 2005            | Švédsko 18      | MS 18           | 7  | 1 | 4 | 5 | 6  |
| 2007            | Švédsko 20      | MSJ             | 7  | 2 | 1 | 3 | 4  |
| 2012            | Švédsko         | MS              | 8  | 0 | 3 | 3 | 2  |
| 2014            | Švédsko         | ZOH             | 6  | 0 | 0 | 0 | 0  |
| 2016            | Švédsko         | SP              | 4  | 0 | 0 | 0 | 2  |
| Junioři celkově | Junioři celkově | Junioři celkově | 14 | 3 | 5 | 8 | 10 |
| Senioři celkově | Senioři celkově | Senioři celkově | 18 | 0 | 3 | 3 | 4  |